# Solfatara (Puzzuoli)
Solfatara (italijansko Solfatara di Pozzuoli) je plitev vulkanski krater v Pozzuoliju blizu Neaplja, del vulkanskega območja Flegreanskega polja (Campi Flegrei). Je mirujoči ognjenik, skozi razpoke in fumarole neprestano odtekajo curki pare in žveplovi plini, medtem ko zemlja sama dobesedno nabrekne, kar kaže, da je nekje spodaj supervulkan. Ime izhaja iz latinščine, Sulpha terra - dežela žvepla. Nastala je pred približno 4000 leti, nazadnje pa je izbruhnila leta 1198 z verjetno kot freatična erupcija - eksplozivni izbruh, ki ga povzroča para, ko podzemna voda pride v stik z magmo. Dno kraterja je priljubljena turistična atrakcija, saj ima veliko fumarol in blatnih bazenov. Območje je dobro znano po bradizeizmu. Hlapi se v medicinske namene uporabljajo že od rimskih časov.
- Panoramski pogled na krater proti jugovzhodu
- Pogled od blizu na blatni bazen
- Fumarola srednje velikosti v Solfatari
- Največja fumarola v Solfatari

Na tem vulkanu je bil prvič izolirana termoacidofilna arheja Sulfolobus solfataricus. Arheja je poimenovana po vulkanu, saj je večina vrst iz rodu Sulfolobus poimenovana po območju, kjer so prvič izolirane.
Leta 305 je bilo to mesto obglavljenja zavetnika Pozzuolija, svetega Prokula in neapeljskega zavetnika svetega Januarija.
V rimskem mitu naj bi bil dom boga Vulkana.

## Nesreča
Leta 2017 so tri osebe - 11-letni fant in njegovi starši - umrle, ko so padli v prepad. Začetne govorice, ki so trdile, da je fant vstopil v območje kraterja izven meja , je očividec, ki je prizorišče opazoval iz svojega balkona, razglasil za lažne.  Po navedbah očividca je bila družina na uradni sprehajalni poti, ko je 11-letnik zdrsnil v nezavarovano brezno. Starši so umrli, da bi ga rešili. Edini preživeli je bil dečkov 7-letni brat.